# Bibliographie sur Georg Wilhelm Friedrich Hegel
 (avril 2015).

## Sélection par ordre chronologique des publications en français auxXXeetXXIesiècles
- Benedetto Croce, Ce qui est vivant et ce qui est mort de la philosophie de Hegel, Giard & Brière, 1910
- Dumitru Roșca, L'influence de Hegel sur Taine, théoricien de la connaissance et de l'art, Paris, J. Gamber, 1928. Issue d’une thèse en Sorbonne.
- Jean Wahl, Le malheur de la conscience dans la philosophie de Hegel, Paris, Rieder, 1929.
- Henri Lefebvre et Norbert Guterman, Cahiers de Lénine sur la dialectique de Hegel, Paris, Gallimard, 1938.
- Jean Hyppolite, Genèse et Structure de la Phénomenologie de l'Esprit, 2 vol., Paris, Aubier, 1946.
- Alexandre Kojève, Introduction à la lecture de Hegel : Leçons sur la "Phénoménologie de l'Esprit" professées de 1933 à 1939 à l'École des Hautes-Études, Paris, Gallimard, 1947.
- Jean Hyppolite, Introduction à la philosophie de l'histoire de Hegel, Paris, Rivière, 1948.
- Eric Weil, Hegel et l'État, Paris, Vrin, 1950.
- Georges Bataille, « Hegel, la mort et le sacrifice », Deucalion 5, 1955 (repris in Œuvres complètes, t. XII).
- Bernard Teyssèdre, L'esthétique de Hegel, Paris, PUF, 1958.
- Martin Heidegger, Hegel et les Grecs, Cahiers du Sud, 349 (1959).
- Roger Garaudy, Dieu est mort : Étude sur Hegel, Paris, PUF, 1962.
- René Serreau, Hegel et l'hégélianisme, Paris, PUF, 1962.
- Albert Chapelle, Hegel et la Religion (4 vol.), Paris, Éditions Universitaires, 1964-1971.
- Claude Bruaire, Logique et religion chrétienne dans la philosophie de Hegel, Paris, Le Seuil, 1964.
- Jacques D'Hondt, Hegel, philosophe de l'histoire vivante, Paris, PUF, 1966.
- Jacques D'Hondt, Hegel secret. Recherches sur les sources cachées de la pensée de Hegel, Paris, PUF, 1968.
- Jacques D'Hondt, Hegel et son temps. Berlin 1818-1831, Paris, Éditions Sociales, 1968.
- Herbert Marcuse, Raison et Révolution: Hegel et la naissance de la théorie sociale, Paris, Minuit, 1968.
- François Châtelet, Hegel, Paris, Le Seuil, 1968.
- Karl Löwith, De Hegel à Nietzsche, Paris, Gallimard, 1969.
- Bernard Bourgeois, La pensée politique de Hegel, Paris, PUF, 1969.
- Bernard Bourgeois, Hegel à Francfort, ou Judaïsme, Christianisme, Hégélianisme, Paris, Vrin, 1970.
- Joachim Ritter, Hegel et la Révolution française, Paris, Beauchesne, 1970.
- Alexandre Koyré, Études d'histoire de la pensée philosophique, Paris, Gallimard, 1971.
- Jacques Derrida, Glas, Paris, Galilée, 1971.
- Herbert Marcuse, L'ontologie de Hegel et la théorie de l'historicité, Paris, Minuit, 1972
- Gérard Lebrun, La patience du concept (essai sur le discours hégélien), Paris, Gallimard, 1972.
- Louis Althusser, Lénine et la philosophie suivi de Marx et Lénine devant Hegel, Paris, Maspéro, 1972
- Jean-Luc Nancy, La remarque spéculative, Paris, Galilée, 1973
- Hans Küng, Incarnation de Dieu : Introduction à la pensée théologique de Hegel comme prolégomènes à une christologie future, Desclée de Brouwer, 1973.
- Dominique Janicaud, Hegel et le destin de la Grèce, Paris, Vrin, 1975.
- Lucio Colletti, Le Marxisme et Hegel, trad. Jean-Claude Biette et Christian Gauchet, Paris, Champ Libre, 1976.  (ISBN 2-85184-052-5)
- Ernst Bloch, Sujet-Objet. Eclaircissement sur Hegel, Paris, Gallimard, 1977
- Pierre Macherey, Hegel ou Spinoza, Paris, Maspero, 1977 (rééd. Paris, La Découverte, 2004).
- Theodor W. Adorno, Trois études sur Hegel, Paris, Payot, 1979.
- Georg Lukács, Le jeune Hegel : sur les rapports de la dialectique et de l'économie, Paris, Gallimard, 1981.
- Otto Pöggeler, Études hégéliennes, Paris, Vrin, 1985.
- André Stanguennec, Hegel critique de Kant, Paris, PUF, 1985.
- Slavoj Žižek, Le plus sublime des hystériques: Hegel passe, Paris, Point Hors Ligne, 1988.
- Gwendoline Jarczyk & Pierre-Jean Labarrière, "Cent cinquante années de « réception » hégélienne en France", Genèses. Sciences sociales et histoire, Année 1990, 2, pp. 109-130.
- Franz Rosenzweig, Hegel et l'État, trad. Gérard Bensussan, Paris, PUF, 1991.
- Bernard Bourgeois, Éternité et historicité de l'esprit selon Hegel, Paris, Vrin, 1991.
- Myriam Bienenstock, Politique du jeune Hegel (1801-1806), Paris, PUF, collection "Questions", 1992, 275 p.
- Bernard Bourgeois, Études hégéliennes: Raison et décision, Paris, Vrin, 1992.
- Bernard Teyssèdre, Hegel: Esthétique des arts plastiques, Paris, Hermann, 1993.
- Guy Planty-Bonjour, Le Projet hégélien, Paris, Vrin, 1993.
- Tom Rockmore, Hegel et la tradition philosophique allemande, Bruxelles, Ousia, 1994.
- Domenico Losurdo, Hegel et les Libéraux, Paris, PUF, 1994.
- André Hirt, Hegel et la philosophie à l'épreuve de la poésie, Kimé, 1995.
- André Stanguennec, Hegel, une philosophie de la raison vivante, Paris, Vrin, 1992.
- Catherine Malabou, L'Avenir de Hegel. Plasticité, temporalité, dialectique, Paris, Vrin, 1996.
- Robert Lamblin, Une interprétation athée de l’idéalisme hégélien. Raison absolue et théologique ou raison absolue philosophique finie, Paris, L'Harmattan, 1998.
- Gwendolyn Jarczyk et Pierre-Jean Labarrière, De Kojève à Hegel, Paris, Albin Michel, 1998.
- Kostas Papaïoannou, Hegel et Marx, l'interminable débat, Allia, 1999.
- Jean-Louis Vieillard-Baron, Hegel et l'idéalisme allemand, Paris, Vrin, 1999.
- Bernard Mabille, Hegel. L'épreuve de la contingence, Paris, Aubier, 1999.
- Jean-Luc Gouin, Hegel ou de la Raison intégrale, Bellarmin, 2000  (ISBN 2-89007-883-3).
- Norbert Waszek (dir.), Hegel : Droit, histoire, société, Paris, PUF, 2001.
- Bernard Bourgeois, Hegel : Les actes de l'esprit, Paris, Vrin, 2001.
- Emmanuel Renault, Hegel, la naturalisation de la dialectique, Paris, Vrin, 2001.
- Jérôme Lèbre, Hegel à l'épreuve de la philosophie contemporaine: Deleuze, Lyotard, Derrida, Paris, Ellipses, 2002.
- Alain Patrick Olivier, Hegel et la musique, Paris, Honoré Champion, 2003.
- Jean-François Marquet, Leçons sur la Phénoménologie de l'esprit, Paris, Ellipses, 2004.
- François Roustang, Hegel, le magnétisme animal. Naissance de l'hypnose, Paris, PUF, 2005.
- Jean-François Kervégan, Hegel et l'hégélianisme, Paris, PUF, 2005.
- Olivier Tinland (dir.), Lectures de Hegel, Paris, Livre de Poche, 2005.
- Olivier Tinland, L'Idéalisme hégélien, Paris, CNRS Editions, 2013.
- Joseph Cohen, Le spectre juif de Hegel, Paris, Galilée, 2005
- Susan Buck-Morss, Hegel et Haïti, Paris, Léo Scheer, 2006.
- Jean-Louis Vieillard-Baron, Hegel penseur du politique, Le Félin, 2006.
- Bernard Mabille, Cheminer avec Hegel, Éditions La Transparence, 2007.
- Joseph Cohen, Le sacrifice de Hegel, Paris, Galilée, 2007.
- Martin Heidegger, Hegel. La négativité, éclaircissement de l'Introduction à la 'Phénoménologie de l'esprit', Paris, Gallimard, 2007.
- Andrea Bellantone, « Hegel en France : de Cousin à Hyppolite », Cahiers critiques de philosophie, 2008/1 (n°5), p. 37-66.
- Jean-François Kervégan, L'effectif et le rationnel, Paris, Vrin, 2008.
- Gilles Marmasse, Penser le réel. Hegel, la nature et l'esprit, Kimé, 2008.
- Alain Patrick Olivier, Hegel, la genèse de l'esthétique, Rennes, PUR, 2008.
- Bertrand Quentin, Hegel et le scepticisme, Paris, L'Harmattan, 2008.
- Benoît Okolo Okonda, Hegel et l'Afrique, Puteaux, Le Cercle Herméneutique, 2010, « Phéno ».
- Jean-Clet Martin, Une intrigue criminelle de la philosophie : Lire la Phénoménologie de l'Esprit de Hegel, Paris, La Découverte, 2009.
- Emmanuel Cattin, Vers la simplicité. Phénoménologie hégélienne, Paris, Vrin, 2010.
- Eric Bories, Hegel, Philosophie du droit, Paris, Ellipses, 2012.
- Guillaume Lejeune, Sens et Usage du langage chez Hegel, Paris, Hermann, 2014.
- Bernard Bourgeois, Penser l'histoire au présent avec Hegel, Paris, Vrin, 2017.
- Bernard Bourgeois, Pour Hegel, Paris, Vrin, 2019
- Jean-Luc Gouin, Hegel. De la Logophonie comme chant du signe. Québec et Paris, PUL et Hermann, 2018, XXVI-313 pages.
- Eugène Fleischmann, La Philosophie politique de Hegel : Sous forme d'un commentaire des « Fondements de la philosophie du droit », Paris, Gallimard, coll. « Tel (n° 198) », 1992, 420 p. (ISBN 978-2070725007, lire en ligne).
- Paul Chamley, Économie politique et philosophie chez Steuart et Hegel, Paris, Dalloz, coll. « Annales de la Faculté de droit et des sciences politiques et économiques de Strasbourg », 1963, 233 p..
- La science de la logique de Hegel, Presses universitaires de France, 2025, 144 p. (lire en ligne)

## Crédits auteurs
- Cet article est partiellement ou en totalité issu de l'article intitulé « Georg Hegel » (voir la liste des auteurs).